# 1B busz (Kőszeg)
A kőszegi 1B jelzésű autóbusz a Felsőgyöngyöshíd és az Autóbusz-állomás megállóhelyek között közlekedett 2013. április 1-ig. A vonalon Ikarus 263 és MAN SL 283 típusú szólóbuszok jártak. A vonalat a Vasi Volán Zrt. üzemeltette. Kőszegen jelenleg nincs helyi tömegközlekedés miután a szerződés lejárt, és a város nem hosszabbította meg.

## Közlekedése
Csak ebben az egy irányban jártak a buszok. Munkanapokon csak a csúcsidőben közlekedtek, 3 alkalommal. Munkaszüneti napokon pedig kora este 2 alkalommal.

## Útvonala
Felsőgyöngyöshíd - Meskó utca - Sziget utca - Árpád tér - Pék utca - Várkör - Ady Endre utca - Temető utca - Rákóczi Ferenc utca - Rómer Flóris utca - Velemi út - Rohonci utca - Petőfi tér - Liszt Ferenc utca - Autóbusz-állomás

## Megállók
| Megállóhely neve     | Menetidő |
| -------------------- | -------- |
| Felsőgyöngyöshíd     | 0        |
| Sziget u.            | 1        |
| Árpád tér            | 2        |
| Várkör 98.           | 3        |
| Rákóczi út 16.       | 4        |
| Kiss János lakótelep | 7        |
| Rohonci u. 18.       | 7        |
| Autóbusz-állomás     | 9        |

## Menetrend
| Óra | Munkanapokon | Munkaszüneti napokon |
| --- | ------------ | -------------------- |
| 5   | 45           | -                    |
| 7   | 45           | -                    |
| 13  | 45           | -                    |
| 17  | -            | 45                   |
| 18  | -            | 45                   |